# Freitagsmoschee von Lakhnau

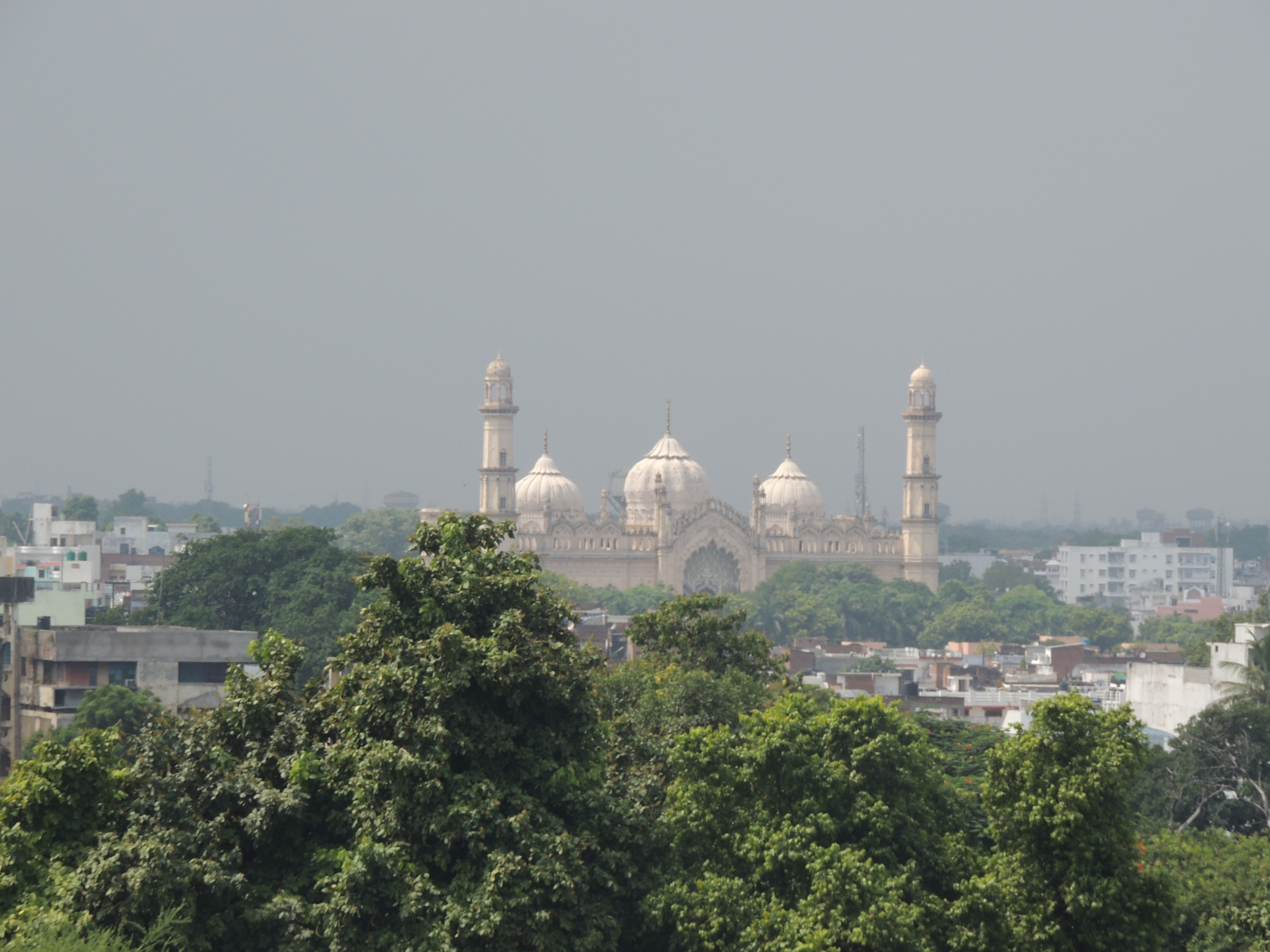
Freitagsmoschee von Lucknow

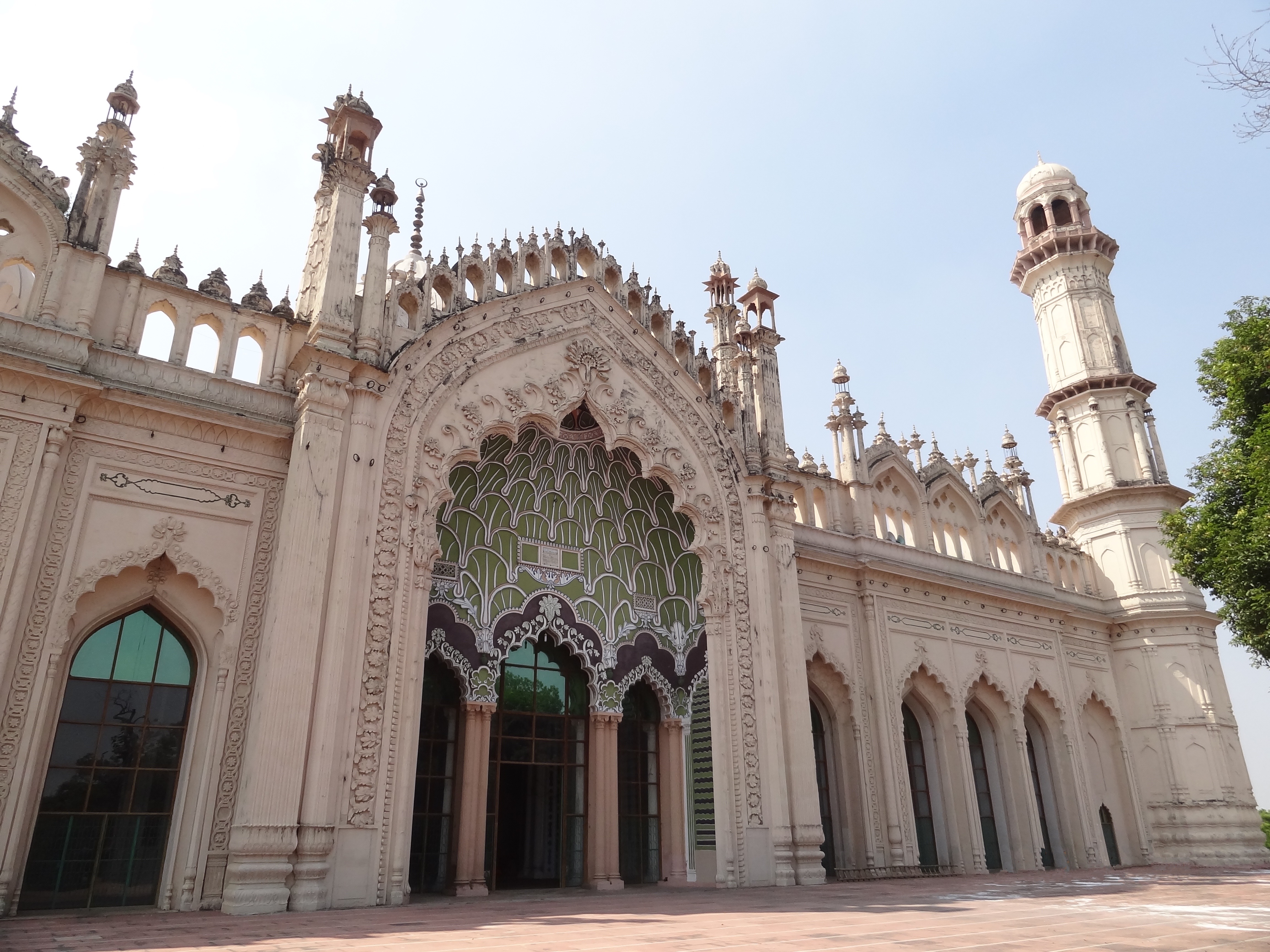
Fassade

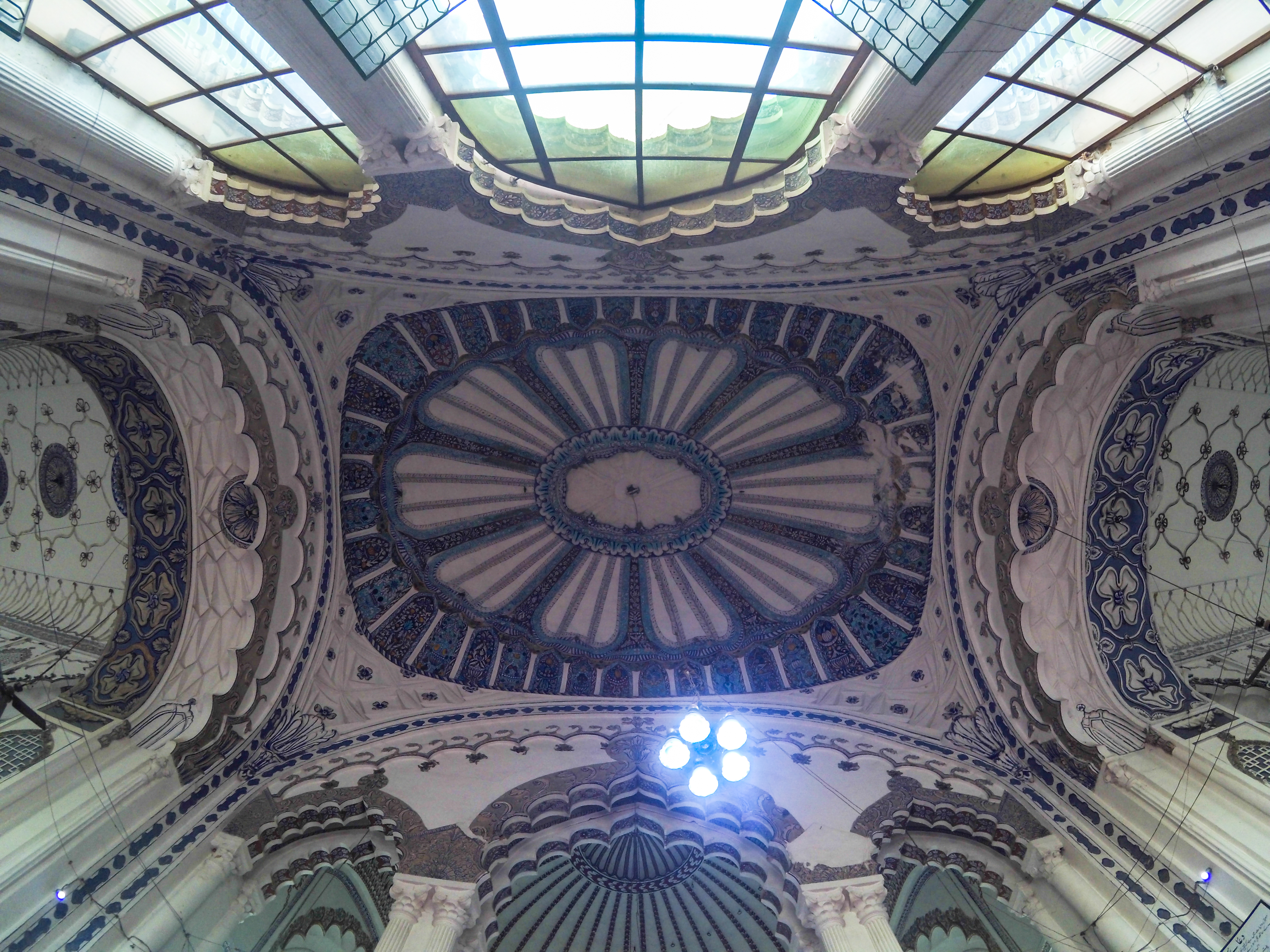
Inneres der Moschee

Die Freitagsmoschee von Lakhnau (Hindi जामा मस्जिद Jāmā Masjid) ist eine der größten und schönsten historischen Moscheen Indiens.

## Lage
Die Freitagsmoschee befindet sich etwa 5 km nordwestlich des Stadtzentrums von Lakhnau (ehemals Lucknow) im Stadtteil Husainabad. Der bedeutende Bara-Imambara-Komplex mit der Asfi-Moschee ist nur etwa 1,5 km in östlicher Richtung entfernt und liegt nahe beim Ufer des Gomti-Flusses.

## Geschichte
Muhammad Ali Shah, der dritte Herrscher (nawab) über die ertragreiche und vom Mogulreich quasi unabhängige Provinz Oudh (heute Avadh), begann im Jahr 1839 mit dem Bau der Freitagsmoschee. Nach dem Tod des Herrschers im Jahr 1842 übernahm seine Witwe Rani Malika Jahan Sahiba die Aufsicht über den Bau, der kurze Zeit später vollendet wurde.

## Architektur
Der – wie in Indien üblich – als „Hofmoschee“ konzipierte Dreikuppelbau sollte denjenigen von Großmogul Shah Jahan in den Jahren 1650 bis 1656 fertiggestellten Bau in Delhi an Größe und Glanz übertreffen. Der in seinem Kern aus Ziegelsteinen bestehende, außen jedoch mit hellen Sandsteinen verkleidete Bau hat jedoch nur zehn Eingangsportale und steht – nur leicht erhöht – am westlichen Ende einer deutlich kleineren Hofanlage. Immerhin beeindruckt die Fassadengestaltung mit dem dreibogigen Mittelportal durch ihre aufwändigen Steinmetz- und Stuckarbeiten, die sich im Innern fortsetzen. Drei exquisit gearbeitete Mihrāb-Nischen sind nach Mekka ausgerichtet.